# 绿楼

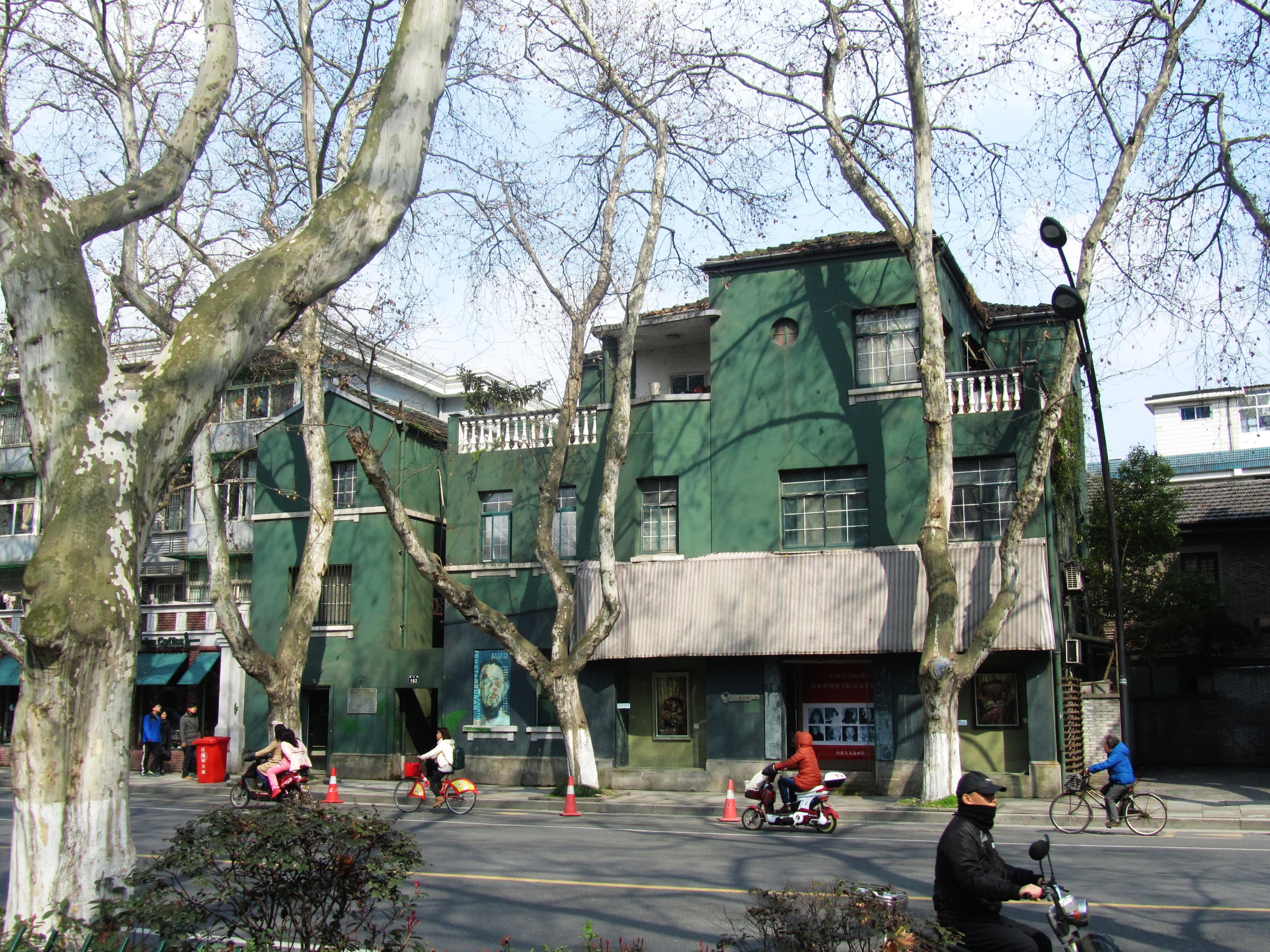

绿楼，是一座杭州市历史建筑，位于中国浙江省杭州市上城区南山路182号，包括182－1号，面临西湖。

## 建筑
绿楼是一座独立式住宅，建于20世纪30年代，四层建筑，外墙涂成绿色，因此称为绿楼。现底层为雁南艺术机构。

## 保护
2004年6月2日，南山路182号别墅建筑公布为第一批杭州市历史建筑，编号1-44。